# Rendgenske zrake
Rendgenske zrake ili rendgensko zračenje (njem. Röntgenstrahlung), poznate i kao X-zrake (njem. X-Strahlen, eng. X-rays), područje su elektromagnetskog zračenja s valnim duljinama između 0,01 i 10 nm, što približno odgovara području između ultraljubičastog i gama zračenja. Najpoznatija njihova primjena u dijagnostičkoj je radiografiji i kristalografiji. Zbog svoje energije ubrajaju se u ionizirajuće zračenje.
Rendgensko zračenje nastaje u rendgenskoj cijevi kada brzi elektroni udaraju u metalnu anodu ili u drugim uređajima (na primjer betatronu i sinkrotronu) ili prirodnim procesima u svemiru. Otkrio ga je W. C. Röntgen 1895. Proučio je i opisao širenje zračenja u električnom i magnetskom polju, njegovo djelovanje na fotografsku ploču, izazivanje fluorescencije na nekim kemijskim tvarima te izvanrednu prodornost. M. von Laue 1912. pokazao je da rendgensko zračenje nakon ogiba (difrakcije) na kristalu stvara slične ogibne slike kao što ih stvara svjetlost nakon prolaska kroz optičku rešetku. Najkraće valne duljine rendgenskoga zračenja zalaze u područje gama-zračenja, a najdulje graniče s ultraljubičastim zračenjem. 
Primjena rendgenskog zračenja većinom se zasniva na prodiranju zračenja kroz kemijsku tvar. Što su atomi neke tvari veće mase, to jače upijaju (apsorbiraju) rendgensko zračenje: olovo jače nego aluminij, kalcij u kostima jače nego ugljik, kisik i vodik u mišićima. To se svojstvo primjenjuje kako bi se učinila vidljivom unutrašnjost tijela.
Rendgenske zrake dijele se na tvrde i mekane rendgenske zrake s obzirom na mogućnost prodiranja kroz razne materijale. Mekane rendgenske zrake imaju valnu duljinu od 0,1 nm do 10 nm (0,12 do 12 keV). Tvrde rendgenske zrake imaju valnu duljinu od 0,001 nm do 0,1 nm (12 do 120 keV). Osnovna razlika između rendgenskih i gama-zraka jest u načinu njihova nastanka. Rendgenske zrake nastaju u vanjskome elektronskom omotaču atomâ, dok gama zrake nastaju u jezgri atomâ. Tvrde rendgenske zrake prolaze kroz metale i na mjestima gdje su pukotine nailaze na manji otpor. Prema tome čine na fotografskoj ploči svjetlije ili tamnije slike. Tako se vrši ispitivanje ispravnosti lijeva, valjanih predmeta, zavarenih spojeva (radiografska kontrola) i tako dalje.
Rendgenske zrake imaju jako fiziološko djelovanje jer razaraju stanice ljudskog organizma, na čemu se temelji njihovo ljekovito djelovanje. Ako se na bolesno mjesto u tijelu uprave rendgenske zrake, one mogu izazvati raspadanje stanica koje uzrokuju određenu bolest. Međutim, prekomjerna upotreba tih zraka štetno utječe na zdrave stanice. Stoga se za zaštitu od rendgenskih zraka upotrebljavaju olovne ploče koje ih ne propuštaju.

## Otkriće
Wilhelm Conrad Röntgen objavljuje 1895. da je u modificiranoj Crookesovoj cijevi otkrio nevidljive zrake koje izazivaju fluorescenciju, prolaze kroz materiju, te se ne otklanjaju u magnetskom polju. Röntgen je te zrake nazvao X-zrake zbog njihove nepoznate prirode. Iako se poslije pokazalo da su takve zrake već bile uočene u nekim pokusima, na primjer Nikola Tesla proizveo ih je djelovanjem električnog polja visoke frekvencije, Röntgen ih je prvi istražio, primijenio i shvatio njihovu prirodu. Te se zrake proizvode u posebnim cijevima koje se zovu rendgenske cijevi.
Röntgen je odmah uočio mnoge sličnosti s vidljivom svjetlošću. Rendgenske zrake se šire u pravcima, bacaju oštre sjene, djeluju na fotografsku ploču i u nekim tvarima izazivaju fluorescenciju. Ali po nekim svojstvima činilo se da se razlikuju od vidljive svjetlosti. Zapazio je njihovu izvanrednu prodornost, i nije ih mogao sabiti s lećom u žarište, a pokusi s lomom svjetlosti (refleksija) i refrakcijom novih zraka nisu mu uspjeli. Tek kada je 1912. Max von Laue dokazao da rendgenske zrake mogu ogibati (difrakcija), postalo je jasno da su one transverzalni elektromagnetski valovi, kao i vidljiva svjetlost, od koje se razlikuju po mnogo kraćim valnim duljinama.
Otkriće rendgenskih zraka nastalo je s ispitivanjem katodnih zraka. Röntgen je 1895. opazio da iz mjesta na koje padnu katodne zrake izlaze neke zrake. Nove zrake pokazuju slične osobine s elektromagnetskim valovima. One se ne daju svinuti električnim ili magnetskim poljima, nisu dakle struje nabijenih električnih čestica. Iz ovih osobina Röntgen je zaključio da su nove zrake valovi. Kasnije ispitivanje potpuno je potvrdilo ovo mišljenje. Deset godina poslije Röntgenova otkrića uspio je C. B. Barkla proizvesti polarizirane rendgenske zrake. Polarizacija bila je znak da su rendgenske zrake transverzalni valovi.
Konačno se to pitanje moglo riješiti tek otkrićem interferentnih i ogibnih pojava. Međutim, tu su sva nastojanja ostala dugo vremena uzaludna. Svi optički aparati pokazali su se pregrubi. Valna duljina rendgenskih zraka morala je biti vrlo sitna. Tad je M. Laue 1912. došao na sretnu ideju da interferencije izazove prolaskom rendgenskih zraka kroz kristal. U kristalu su atomi poredani u pravilnim razmacima, i takav raspored atoma mora djelovati kao optička mreža na one valove kojima je valna duljina otprilike jednaka razmaku između atoma. Pokusi su potpuno potvrdili Laueova očekivanja. Prolazeći kroz kristale, rendgenske zrake bacaju slične ogibne slike kao i vidljiva svjetlost kad prođe kroz optičku mrežu. Iz same ogibne slike može se po zakonima optike proračunati valna duljina rendgenskih zraka, kao i razmak između atoma u kristalnoj rešetki. 
Od obične svjetlosti rendgenske se zrake razlikuju mnogo manjom valnom duljinom. Valne duljine rendgenskih zraka po tisuću puta su manje od vidljive svjetlosti. Kratka valna duljina daje rendgenskim zrakama veliku prodornost. One mogu nesmetano prolaziti kroz tanke listiće materije. Tek prolazom kroz deblje slojeve bivaju zrake postepeno apsorbirane. Apsorpcija rendgenskih zraka jako zavisi od vrste tvari. Jače ih apsorbiraju elementi s većom atomskom težinom. Tako olovo znatno jače prigušuje rendgenske zrake od lakog vodika ili kisika. Na tom svojstvu osniva se primjena rendgenskih zraka u medicini. Kosti živih bića građene su pretežno od kalcija, dok se meso sastoji ponajviše od ugljika, vodika i kisika. Budući da kalcij apsorbira rendgenske zrake mnogo jače od ugljika, vodika i kisika, to prolazom kroz organizam ostavljaju rendgenske zrake na fotografskoj ploči slike kostiju, kao i ostalih osobitih tvari, na primjer žučnih kamenaca.
Rendgenske zrake nastaju udarom katodnih zraka na čvrste tvari na metale. Kad prolaze pored atomskih jezgri, elektroni bivaju zakočeni, a tom prilikom emitiraju svjetlost. Po Maxwellovoj teoriji svako usporavanje električnih naboja praćeno je emisijom elektromagnetskih valova. Što su veće početne brzine i što su elektroni naglije zakočeni, to prodornije rendgenske zrake emitiraju. Rendgenske zrake koje nastaju kočenjem elektrona imaju kontinuirano raspodijeljene frekvencije (takozvana bijela rendgenska svjetlost). 
U Lauevu pokusu prolazi bijela rendgenska svjetlost kroz kristal i ostavlja na fotografskoj ploči ogibnu sliku. Svijetle točke na Laueovu dijagramu odgovaraju rendgenskim zrakama s točno određenom valnom duljinom. Prolazeći kroz kristal, nije rendgenska zraka svake valne duljine sposobna da interferira. Kristalna rešetka "odabire" iz kontinuuma valnih duljina one koje se prilagođuju prostornom rasporedu njenih čvorišta. Laueov pokus ustvari je vrlo zamršen i ne da se tako lako odgonetati.
Pregledniji su odnosi kod modifikacije Lauova pokusa, koju je izveo W. H. Bragg. Tu interferiraju rendgenske zrake, koje se "reflektiraju" na kristalu. Kristal neka je tako rezan da njegova granica teče paralelno s ravninama simetrije kristala. Kod grafita to su ravnine u kojima su atomi gusto poredani u pravilne šesterokute. Kad rendgenske zrake padnu na kristal, tad se jedan dio reflektira već na samoj granici, a drugi dio ulazi u kristal. Taj dio opet se djelomično reflektira na prvoj paralelnoj ravnini simetrije kristala, a djelomično ulazi dublje u kristal. Na taj način reflektiranu rendgensku zraku sastavljaju one zrake, koje su reflektirane na prvoj, drugoj, trećoj ravnini i tako dalje. Superpozicijom tih zraka može se rendgenska svjetlost oslabiti ili pojačati. Ako je razlika u putovima zraka između dviju kristalnih ravnina jednaka valnoj duljini ili cijelom broju valnih duljina, tad se sve reflektirane zrake sastavljaju s istom fazom. Imamo pojačanje. 
Razmak između dviju ravnina simetrije označit ćemo s d. Kut zrake s granicom kristala označit ćemo s θ. Između zrake koja se reflektira na granici kristala i zrake koja se reflektirala na prvoj paralelnoj ravnini postoji razlika u putovima jednaka 2∙d∙sin θ. Najveća (maksimalna) jakost (intenzitet) rendgenskih zraka dobiva se tamo, gdje je:
{\displaystyle 2\cdot d\cdot \sin \theta =n\cdot \lambda }
gdje je: n = 1, 2, 3, … 
Zbog svoje velike prodornosti, rendgenske se zrake reflektiraju na velikom broju ravnina, pa se znatna jakost (intenzitet) dobiva tamo gdje je točno ispunjen Braggov uvjet. Inače, superpozicijom mnoštva valova različitih faza rendgenske zrake se ugase. 
Bacimo li bijelu rendgensku zraku pod određenim kutom na kristal, dobivamo reflektirane zrake samo određene valne duljine. Prilike su tu slične Laueovu pokusu. Prednost Braggove metode vidi se tek jasno kad se uzmu monokromatske rendgenske zrake. Kut θ, pod kojim padaju rendgenske zrake na kristal, može se u pokusu lako mijenjati. Kad rendgenske zrake određene valne duljine padnu na kristal, opazit će se refleksija samo kod određenih kutova θ. Ti kutovi odgovaraju Braggovu uvjetu za n = 1, 2, 3, … i tako dalje. Motreći ove određene kutove refleksije, možemo izmjeriti valnu duljinu rendgenskih zraka ili razmak između ravnina u kristalu. Na ovaj način odredio je Bragg prvi put razmak između atoma u kristalu kuhinjske soli. 
Na osnovu Braggova uvjeta mogu se izgraditi posebni aparati za mjerenje rendgenskih spektara. Često se upotrebljava rendgenski spektrograf s kristalom koji se vrti. Kroz uski otvor baci se na kristal oštri snop rendgenskih zraka. Vrtnjom kristala mijenja se kut θ. Imamo li rendgenske zrake tek nekoliko valnih duljina, ta se refleksija opaža samo kod nekih određenih kutova kristala. Imamo li bijelu rendgensku svjetlost, to nam osvjetljenje filma daje sprektralnu raspodjelu energije na valne duljine. 
Jednu drugu metodu za ispitivanje kristalnih struktura pomoću rendgenskih zraka pronašli su P. Debye i P. H. Scherrer. Njihova metoda u neku ruku je obrat Laueova pokusa. Dok Laue pušta bijelu rendgensku svjetlost kroz pravilni kristal, Debye i Scherrer došli su na ideju da monokromatske rendgenske zrake puste kroz zbijenu kristalnu prašinu. Ona se sastoji od mnoštva sitnih kristala, koji su nasumce razbacani u svim smjerovima. Prolaze li monokromatske rendgenske zrake kroz mnoštvo kristalića, naići se na niz kristalnih ravnina, kod kojih je ispunjen Braggov uvjet. Ne "bira" tu kristal određene valne duljine, kao kod Laueova pokusa, nego monokromatska svjetlost "bira" kristaliće, na kojima se može reflektirati. Tih kristalića ima u kaotičnom mnoštvu uvijek dovoljan broj da se dobije mjerljiva jakost (intenzitet) rendgenskih zraka. Prednost je Debye-Scherrerove metode u tome što joj nisu potrebni veliki pravilni kristali.
Rendgenoskopskim metodama osvijetljena je struktura čvrstog tijela. Kristalna rešetka sa svom geometrijskom pravilnošću odražava se u rendgenskoj svjetlosti. No pored toga može se na osnovu rendgenskih snimaka dobiti i uvid u strukturu iona ili molekula koji izgrađuju kristalne rešetke. Rendgenoskopske metode postaju sve više najmoćnijim sredstvom kemičara za proučavanje materije.

## Dobivanje
Rendgensko zračenje nastaje kada elektroni velikom brzinom udaraju u metal, pri čemu dolazi do njihovog naglog usporavanja i izbijanja elektrona iz unutarnjih ljuski atoma metala. Pri bombardiranju metala brzim elektronima nastaju dvije različite komponente rendgenskog zračenja. Naglim kočenjem brzih elektrona u metalu nastaje zakočno zračenje (njem. bremsstrahlung), s kontinuiranim spektrom intenziteta po različitim valnim duljinama. Izbacivanjem elektrona iz atomskih ljuski nižih energetskih razina brzim elektronima koji udaraju u metal, te popunjavanjem tih praznih mjesta elektronima iz viših energetskih razina, nastaje rendgensko zračenje sa samo nekoliko valnih duljina, karakterističnih za kemijski element (metal) od kojeg je anoda. To je karakteristično zračenje s linijskim spektrom. 
Uobičajeni način dobivanja je u rendgenskoj cijevi. To je vakuumska cijev u kojoj se s jedne strane nalazi anoda, a s druge katoda uz koju se nalazi žarna nit. Katoda je na visokom naponu u odnosu na anodu. Kada žarnom niti teče električna struja ona se užari (volfram se užari na oko 2 600 K), pa katoda izbacuje elektrone koji se ubrzavaju u električnom polju između katode i anode. Elektroni udaraju u anodu koja je načinjena od materijala koji su otporni na visoku temperaturu, poput molibdena i volframa, a ujedno se i vrti kako bi imala što bolje hlađenje. Pri tome se 99 % energije elektrona pretvara u toplinu, a samo 1 % odlazi u obliku ionizirajućeg zračenja koje pod pravim kutom izlazi kroz mali otvor na rendgenskoj cijevi.
U prirodi rendgensko zračenje može nastati kod plinskog kovitlaca oko crne jame. Rendgenske zrake nastaju kad se sudare brzi elektroni i mikrovalni fotoni. Pri tome nastaju mlazevi rendgenskog zračenja dugi i po 10 svjetlosnih godina. Tako kvazari svemirskim teleskopima daju dodatne informacije, jer osim što se na snimkama vidi kvazar, rendgensko zračenje koje prođe kroz objekte na putu napravi jednu drukčiju, rendgensku sliku tih objekata, koji neke pute nisu dijelom ljudskom oku vidljiva spektra.

### Zakočno rendgensko zračenje
Prolaskom elektrona u neposrednoj blizini atomske jezgre, on se naglo usporava i brzina mu se smanjuje. Posljedica toga je i veliko smanjenje početne energije, a razlika energije se pretvara u foton elektromagnetskog zračenja:
{\displaystyle E=h\cdot f,}
gdje je: f – frekvencija i h – Planckova konstanta. To se može i napisati u drugom obliku:
{\displaystyle E={\frac {h\cdot c}{\lambda }}}
gdje je: λ – valna duljina i c – brzina svjetlosti u vakuumu. Intenzitet zračenja ovisi i o materijalu anode, i što je veći atomski broj Z metala od kojeg je anoda, to je veći i intenzitet (jakost) zračenja. Jakost zračenja ovisi još i o anodnom naponu i o anodnoj jačini električne struje (jer je ona pokazatelj broja elektrona koji bombardiraju anodu). Mjerenja su pokazala da je jakost zračenja proporcionalna kvadratu anodnog napona. 
| Anoda | Kβ₁      | Kβ₂      | Kα₁      | Kα₂      |
| ----- | -------- | -------- | -------- | -------- |
| Fe    | 0,17566  | 0,17442  | 0,193604 | 0,193998 |
| Co    | 0,162079 | 0,160891 | 0,178897 | 0,179285 |
| Ni    | 0,15001  | 0,14886  | 0,165791 | 0,166175 |
| Cu    | 0,139222 | 0,138109 | 0,154056 | 0,154439 |
| Zr    | 0,070173 | 0,068993 | 0,078593 | 0,079015 |
| Mo    | 0,063229 | 0,062099 | 0,070930 | 0,071359 |

Tek uz visok anodni napon (oko 400 000 V) i velik atomski broj Z metala na anodi, može se postići visok stupanj iskorištenja, a on je oko 3 % rendgenskog zračenja, a 97 % odlazi na zagrijavanje anode.

### Karakteristično rendgensko zračenje
Neki od elektrona koji bombardiraju anodu izbacuju elektrone iz atomskih ljuski najnižih energetskih razina. Popunjavanjem tih praznih mjesta elektronima s viših energetskih razina, zrači se razlika energije viših i nižih razina u obliku fotona ili karakterističnog rendgenskog zračenja. Na taj način nastaje zračenje točno određene frekvencije ili valne duljine (linijski spektar), karakteristično za kemijski element od kojeg je anoda. Uz karakteristično rendgensko zračenje uvijek nastaje i zakočno rendgensko zračenje.

## Gušenje rendgenskog zračenja u tvarima
Kod rendgenskih cijevi, kojih se anoda može smatrati približno točkastim izvorom, jakost zračenja opada s kvadratom udaljenosti od izvora. Prolaskom rendgenskog zračenja kroz neku tvar, zračenje se guši (njegov intenzitet pada), ovisno o debljini sloja i koeficijentu gušenja zračenja u toj tvari. Koeficijent gušenja zračenja ovisi o upijanju (apsorpciji) i raspršenju rendgenskog zračenja.
Pri apsorpciji se kvant rendgenskog zračenja dijelom troši na udaljavanje elektrona iz njegove ljuske. Na taj se način rendgensko zračenje pretvara u druge oblike energije, kao što su svjetlosna ili toplinska energija. Koeficijent apsorpcije proporcionalan je gustoći tvari kroz koju zračenje prolazi, atomskom broju elementa i valnoj duljini. Prema tome, rendgenskog zračenja kraćih valnih duljina ili tvrdo rendgensko zračenje, bit će manje apsorbirano, dakle je prodornije od onoga duljih valnih duljina. Prolaskom kroz nehomogeno tijelo rendgensko zračenje se više apsorbira na mjestima veće gustoće i na mjestima koja su od elemenata većeg atomskog broja. Upravo ta pojava primjenjuje se u medicinskoj dijagnostičkoj radiografiji, kod snimanja kostiju. 
| Vršni napon rendgenskog zračenja | Minimalna debljina olova |
| -------------------------------- | ------------------------ |
| 75 kV                            | 1,0 mm                   |
| 100 kV                           | 1,5 mm                   |
| 125 kV                           | 2,0 mm                   |
| 150 kV                           | 2,5 mm                   |
| 175 kV                           | 3,0 mm                   |
| 200 kV                           | 4,0 mm                   |
| 225 kV                           | 5,0 mm                   |
| 300 kV                           | 9,0 mm                   |
| 400 kV                           | 15,0 mm                  |
| 500 kV                           | 22,0 mm                  |
| 600 kV                           | 34,0 mm                  |
| 900 kV                           | 51,0 mm                  |

Kod klasičnog raspršenja foton mijenja smjer, pa dio zračenja napušta osnovni snop. Pri takvom raspršenju ne mijenja se frekvencija raspršenog zračenja. I taj je koeficijent klasičnog raspršenja proporcionalan atomskom broju i valnoj duljini. Za valne duljine kraće od 0,03 nm koeficijent klasičnog raspršenja ne ovisi o valnoj duljini.
Kod Comptonova raspršenja primarni foton velike energije oslobađa elektron iz vanjske ljuske (Comptonov elektron), koji će imati frekvenciju nižu od primarnog elektrona.
Olovo je najčešći materijal za zaštitu od rendgenskog zračenja, zbog svoje velike gustoće, jednostavne ugradnje, velikog atomskog broja i relativno niske cijene. U tablici imamo preporuke za zaštitu s olovom, u ovisnosti od anodnog napona rendgenske cijevi.

## Otkrivanje rendgenskog zračenja

### Rendgenski fotomaterijal
Fotomaterijal koji je poglavito osjetljiv na rendgensko zračenje zove se rendgenski fotomaterijal. Danas je to rendgenski film. Rendgenski film može biti jednoslojan ili dvoslojan ovisno o tome ima li jedan ili dva fotosloja. Rendgenski film je fotografski materijal koji na jednoj ili na objema stranama podloge sadrži fotonanos osjetljiv na djelovanje rendgenskih zraka. Rendgenski film je najčešći i najjednostavniji medij za pohranjivanje dijagnostičkih informacija, koje dobivamo nakon izlaganja nekog dijela tijela rendgenskim zrakama.
Za rendgenski fotomaterijal se uglavnom upotrebljava fotosloj sa srebrnim bromidom (AgBr), jer je spoj srebra s bromom postojaniji i za oko 20 do 30 % osjetljiviji na rendgensko zračenje od ostalih srebrnih halogenida. Kristali srebrnog bromida su kuboidne forme. Ako se kristalizacija odvija u idealnim uvjetima, kristalna je rešetka pravilna, ali je pri tome fotosenzibilnost kristala manja. Stoga se tehnološki kontroliranim poremećajem procesa kristalizacije proizvode defektni kristali (substrukture), što omogućava ulazak nečistoća u kristalnu rešetku. Kristale srebrnog bromida se kontaminira atomima sumpora. Ove nečistoće se nazivaju klice osjetljivosti ili centri onečišćenja kristala (engl. sensitivity specks). Nastanak latentne slike na rendgenskom filmu se temelji na nakupljanje elementarnog srebra upravo u ovim centrima onečišćenja, jer se u njima kationi srebra reduciraju u elektroneutralno metalno srebro.
Drugi važan sastavni dio fotosloja je želatina u kojoj su raspršeni srebrni halogenidi. Želatina je polipeptid životinjskog podrijetla koji služi kao nosač fotosenzibilnih kristala zrna emulzije. Želatina ima nekoliko jedinstvenih svojstava koja ju i danas, u doba velikog napretka sintetičke kemije, čine dragocjenom u fotoindustriji.
Fotografske i radiografske podloge su različite debljine: 0,21 mm za planfilm, 0,08 – 0,13 mm za rol – film. U radiologiji je u početku kao podloga fotonanosu upotrebljavano prozirno staklo, dok danas upotrebljavaju poliesterske podloge.
Obično svjetlo, zbog slabije prodornosti, djeluje samo na najpovršniji sloj fotonanosa filma. Rendgenske zrake, kao daleko prodornije zračenje od običnog svjetla, djeluju na cjelokupnu dubinu fotosloja jednakomjerno. Pri tome fotosloj apsorbira samo 1 % sveukupne količine rendgenskih zraka koje su emitirane kod snimanja. Poznato je da samo apsorbirano zračenje djeluje na fotosloj, prema tome gotovo 99 % rendgenskog zračenja prolazi kroz film bez ikakvog fotografskog učinka.
S dvoslojni rendgenskim filmovima se postigla bolja iskoristivost djelovanja rendgenskog zračenja. Na takvim filmovima jednom ekspozicijom dobijemo rendgensku snimku na oba sloja fotonanosa, čime se postiže isti stupanj zacrnjenja kao da je takav film bio izložen djelovanju dvostruko veće količine zračenja. Stoga, dvostruki fotonanos rendgenskog filma omogućuje dvostruko kraću ekspoziciju. Kod upola kraće ekspozicije oba fotosloja samo posive no kad ih zajedno promatramo na negatoskopu, sivilo jednog fotosloja se točno poklapa sa sivilom drugog fotosloja, pa dobivamo dojam većeg zacrnjenja. Na taj način se i smanjuje doza rendgenskog zračenja kojoj je izložen bolesnik kod snimanja.
Dvoslojni rendgenski film ima ukupno sedam slojeva. Fotosloj debljine 0,013 do 0,020 mm vezan je na podlogu vezivnim ili ljepljivim slojem. Vezivni ili ljepljivi sloj filma veže fotosenzibilni sloj ili emulziju za podlogu. Građen je od alkoholom omekšane želatine i vrlo je tanak. Zaštitni sloj prekriva fotosloj i štiti ga od mehaničkog oštećenja. Građen je od tvrde želatine i vrlo je tanak.

### Fluorescentni zastor
Fluorescentni zastor se upotrebljava za direktno promatranje rendgenskog zračenja. Fluorescentni materijal apsorbira zračenje koje na njega pada i jedan dio pretvara u sekundarno zračenje druge valne duljine. Stokesovo pravilo kaže da je valna duljina sekundarnog emitiranog fluorescentnog zračenja uvijek veća od valne duljine primarnog zračenja. Na taj se način kod izbora odgovarajućih fluorescentnih materijala rendgenskog zračenje pretvara u zračenje u vidljivom dijelu spektra.
Kao fluorescentni materijal upotrebljava se cinkov sulfid, kadmijev sulfid ili cinkov silikat. Da bi došlo do fluorescencije, potrebno je u kristalnu strukturu tih fluorescentnih materijala ubaciti mjesta s izvjesnim defektom strukture ili centre fluorescencije, koji se dodaju kao 0,1 % primjesa srebra ili bakra.
Fluorescentni zastor sastoji se od podloge koja vrlo slabo apsorbira rendgensko zračenje, reflektirajućeg sloja i fluorescentnog sloja. Usmjeravajuća rešetka onemogućuje pristup zračenja iz drugih smjerova. Kao posljednji sloj upotrebljavaju se prozračno staklo ili plastična folija s primjesom olova koje zastićuje promatrača.

### Fosforescentni zaslon
Aktivni sloj je nanesen na krutu ili fleksibilnu podlogu. U aktivnom se sloju apsorbira rendgenske zrake, stvara i pohranjuje latentna slika i odvija stimulirana emisija svjetlosti, dok podloga (aluminij, staklo, polietilen tereftalat=PET) osigurava glatku površinu za osjetljivi fosforescentni sloj, pridonosi optičkim performansama i omogućava rukovanje, primjerice prijenos zaslona od radiografskog uređaja do skenera. Debljina aktivnog sloja se prilagođava kliničkoj aplikaciji. Sloj sadrži nepravilne granule fosforescentnog materijala promjera 3 – 10 μm suspendirane u vezivnoj tvari. Zaslon mora biti neosjetljiv za rendgensko zračenje koje prođe naokolo i povratno se raspršuje od objekata iza njega. To je dovelo do primjene tankih slojeva olova u kazeti ili na samom zaslonu (samo kod krute podloge). Iako mnogi fosforescentni materijali imaju svojstva pohranjivanja, najčešće se komercijalno upotrebljavaju za izradu zaslona barijevi fluorohalidi (bromidi, kloridi, jodidi) uz primjesu europija, prema formuli BaFX:Eu2+ (kod toga X označuje halogenide, primjerice klor, brom ili jod).

### Geigerov brojač
Geigerov brojač je instrument koji se upotrebljava za otkrivanje i mjerenje radioaktivnog zračenja, te se rutinski primjenjuje za mjerenje stupnja ozračenosti iz bilo kojeg izvora: nuklearnih elektrana, istraživačkih laboratorija ili atmosfere. Budući da jako nuklearno zračenje predstavlja opasnost po život, neobično su važne pouzdane i brze detekcije nuklearnog zračenja. Tome služi Geigerov brojač koji je ostao uglavnom nepromijenjen otkako je prvi puta izumljen.

### Scintilator
Scintilator upotrebljavagadolinijev oksisulfid ili cezijev jodid kao pretvorbeni sloj koji apsorbira rendgensko zračenje. Taj se sustav naziva neizravnim (engl. indirect digital) jer rabi intermedijarni korak stvaranja vidljive svjetlosti. Ravni detektor predstavlja kombinaciju detektorskog niza amorfnog silicija i medija osjetljivog na rendgensko zračenje. Detektorski niz je povezan s vanjskom elektronikom koja pojačava (multiplicira) signal, sinkronizira uključivanje/isključivanje linija očitavanja i digitalizira signal. U konačnici se mjeri električna struja. Nakon završetka ekspozicije, elektronika usmjerava tu struju prema pojačalima i analogno-digitalnim pretvaračima koji stvaraju sirovu digitalnu sliku.

### Poluvodički detektor
Poluvodički detektor primjenjuje amorfni selen kao pretvorbeni sloj koji apsorbira rendgensko zračenje. Taj se sustav naziva izravnim (engl. direct digital) sustavom.

## Primjena

### Medicinska radiologija i radiografija
Suvremena radiologija sve više primjenjuje digitalne sustave za dobivanje slike ljudskog tijela koji postupno zamjenjuju analogne uređaje u kliničkoj praksi. Digitalna tehnologija se odavno primjenjuje kod slojevnog snimanja, a početak takvog slikovnog zapisa se može pripisati računalnoj tomografiji. Danas je većina ultrazvučnih skenera također digitalizirana. Oslikavanje ljudskog tijela pomoću magnetske rezonancije je nezamislivo bez digitalne konverzije analognog signala.
Primjer analogne slike je standardni radiografski zapis na rendgenskom filmu. Ako ga se želi digitalizirati, sliku treba podijeliti u mrežu kvadratnih elemenata (pikseli) i svakom kvadratiću pridijeliti jednu nijansu sive skale izraženu numeričkom vrijednošću. Tek tada je slika spremna za kompjutorsku obradu, distribuciju ili reprodukciju.
Projekcijska radiografija i dijaskopija prikazuju snimani dio tijela kao sumaciju sjena nastalu projekcijom iz jedne točke, žarišta rendgenske cijevi. Nejednakim slabljenjem rendgenskog snopa u različitim organima i tkivima nastaje virtualna slika snimanog dijela tijela koju receptor slike pretvara u vidljivi radiogram. Receptor slike može biti analogni, primjerice film-folijski sustav, odnosno luminiscentno pojačalo na dijaskopskim uređajima ili digitalni.

### Računalna tomografija
Računalna tomografija ili skraćeno CT (engl. Computed tomography) računalna je rekonstrukcija tomografirane ravnine tijela. Slikovna je radiološka metoda koja nam daje slojevni prikaz pregledavanog dijela tijela, a za nastanak slike rabi se ionizirajuće rengensko zračenje.

### Fluoroskopija
Pretrage barijem, pri kojima bolesnik guta barij, često se izvode na jednjaku. Za takvo ispitivanje (zvano gutanje barijeve kaše), doktori nastoje primijeniti fluoroskopiju, trajnu rendgensku tehniku koja omogućuje promatranje ili slikanje kako barij prolazi kroz jednjak. Fluoroskopija omogućuje doktoru da vidi stezanja jednjaka i bilo koju anatomsku manu kao što su suženja ili rane. Često se ti prikazi zabilježe na filmu ili videovrpci.

### Radioterapija
Uz kirurške metode i kemoterapiju, radioterapija već dugi niz godina zauzima važnu ulogu u liječenju raka. Prvi poznati prirodni izvor radioaktivnog zračenja bio je radij, čija svojstva su otkrili i opisali još 1898. Maria i Pierre Curie. Radij se u liječenju počinje primjenjivati 1902. i primjenjivan je skoro 100 godina. Oko 1990. radij se prestao primjenjivati na preporuku Svjetske agencije za kontrolu atomske energije, ponajprije zbog opasnosti od ozračenja za osoblje koje ga je upotrebljavalo i zbog mogućnosti dugotrajnog onečišćenja u slučaju nepažljivog rukovanja i oštećenja ili gubljenja izvora. Kroz godine nakon otkrića radioaktivnosti radija, slijedilo je otkriće svojstva zračenja niza drugih prirodnih izvora. Kroz iskustvo i praksu, od njih se u radioterapiji danas najčešće primjenjuju radioaktivni kobalt, cezij, tehnecij, iridij, jod i, rjeđe, zlato.

## Štetnost rendgenskog zračenja
Spoznaja o štetnosti rendgenskog zračenja kasni za ogromnim entuzijazmom zbog novih dijagnostičkih mogućnosti i prvi liječnici koji primjenjuju rendgensko zračenje obolijevaju od njega, odnosno od njegovih posljedica. Danas radiološka dijagnostika predstavlja najveći umjetni izvor zračenja prosječne populacije u medicini. Mjera zaštite od ionizirajućeg zračenja mora se pridržavati profesionalno osoblje koje to zračenje primjenjuje. Najbolja je zaštita za bolesnika smanjivanje rendgenskih pretraga na razumnu mjeru.
U radiološkoj dijagnostici zrače uređaji za rendgensko snimanje (primjerice, za snimanje kostiju ili pluća), uređaji za dijaskopiju (primjerice za pregled želuca, irigografija) i uređaji za računalna tomografiju (CT). Magnetska rezonancija i ultrazvuk ne koriste štetno ionizirajuće zračenje za oslikavanje ljudskoga tijela. Ipak, magnetska rezonancija može biti opasna kod metalnih stranih tijela ili ugrađenog pace-makera. Nažalost, niti jedna od metoda ne pokriva sve dijagnostičke potrebe. Odabir dijagnostičke pretrage treba prepustiti liječniku koji će odrediti najkraći put do točne dijagnoze, uz najmanju štetu za zdravlje bolesnika.
Logičan nastavak na konvencionalnu radiografiju i dijaskopiju su složeniji uređaji koji upotrebljavaju rendgensko zračenje: uređaj za angiografiju i računalnu tomografiju. Slijede magnetska rezonancija i ultrazvuk, kao slikovna dijagnostička metoda u suvremenoj medicinskoj praksi koja se najčešće primjenjuje.

## Vanjske poveznice
- rendgensko zračenje, Hrvatska enciklopedija
- Trebam li biti zabrinut zbog rizika od raka koji dolazi od rendgenskog zračenja? Europski kodeks protiv raka